# Molophilus (Molophilus) forceps
Molophilus (Molophilus) forceps is een tweevleugelige uit de familie steltmuggen (Limoniidae). De soort komt voor in het Australaziatisch gebied.